# Пенкин, Яков Иванович
Я́ков Ива́нович Пе́нкин (1791—1856) — русский государственный деятель, действительный статский советник, председатель Киевской Казенной Палаты.

## Биография
Сын купца, воспитывался в частном пансионе.
В 1802 г. уже поступил на службу в Контору главного командира Черноморского флота копиистом. Перейдя в 1808 г. в Канцелярию херсонского гражданского губернатора, в 1811 г. определился к военному губернатору в Бухаресте и вице-президенту Дивана Валахского, в 1812 г. — к гродненскому губернатору д.с.с. Булгакову, в 1813 г. — в канцелярию фельдмаршалов: Кутузова-Смоленского, а по смерти его — кн. Барклая де Толли и в 1814 г. получил орден Владимира 4-й степени.
Во всё продолжение войны 1812—1815 г. безотлучно находился при действующей армии, в 1821 г. (26 февраля) назначен был помощником начальника, а в 1826 — начальником Отделения Канцелярии главнокомандующего 1-й армией, 25 февраля 1828 г. награждён чином военного советника, будучи, во время службы в Канцелярии, много раз награждаем орденами, чинами, подарками и денежными суммами.
15 Марта 1830 г. назначен был Олонецким вице-губернатором с переименованием в коллежские советники, а 17-го июня 1832 г. переведен был на ту же должность в Киев и 23 декабря пожалован чином статского советника. Неоднократно управлял губернией за отсутствием губернатора, и 7 августа 1836 г. произведен за отличие в действительные статские советники. 17 декабря 1837 года пожалован ему с потомством диплом на дворянское достоинство.
Назначенный 3 июня 1837 г. председателем Киевской Казенной Палаты, в 1840 г. получил в награду 2000 десятин земли в Вятской губернии и в 1842 г. — орден Станислава 1-й ст.
7 апреля 1853 г. был уволен от службы, остался на житье в Киеве, где и умер в 1856 году.
Потомки Пенкина Якова Ивановича
1. Пенкин Анатолий Владимирович

## Награды
- Орден Святого Владимира 4-й степени (1814);
- Орден Святой Анны 2-й степени (1826); Императорская корона к сему ордену (1832);
- Орден Святого Владимира 3-й степени (1834);
- Орден Святого Станислава 1-й степени (1842);
- Знак отличия за XXXV лет беспорочной службы (1848).